# Caballerocotyla verrucosa
Caballerocotyla verrucosa är en plattmaskart. Caballerocotyla verrucosa ingår i släktet Caballerocotyla och familjen Capsalidae. Inga underarter finns listade i Catalogue of Life.